# Subjetividad de la utilidad esperada
La teoría de la subjetividad de la utilidad esperada explica como medir la utilidad que siempre satisfará el criterio del riesgo-neutral, y por lo tanto sirve como una medida del resultado en la teoría de juegos.
Por lo general, en el mundo real las personas muestran comportamientos de aversión al riesgo, y prefieren resultados más seguros - solo toman riesgos si esperan obtener recompensa la mayoría de las veces. 
Los  programas de concursos proveen ejemplos de aversión al riesgo. Por ejemplo, si una persona tiene 1 oportunidad de 3 de ganar 50.000 puntos, o puede tomar 10 000 puntos sin arriesgar, mucha gente tomará la opción de los 10 000 puntos, aunque la esperanza matemática sea superior (concretamente, 50000 / 3 ≈ 16666 puntos). Esto es especialmente cierto si los puntos son canjeables por dinero.
Las loterías muestran el comportamiento opuesto de búsqueda del riesgo: por ejemplo, muchas personas arriesgarían $1 para comprar 1 una oportunidad de 14.000.000 de ganar $7.000.000. Esto demuestra la naturaleza de las preferencias de las personas sobre el riesgo: son amantes del riesgo cuando las posibles pérdidas son pequeñas y lo evitan cuando estas son grandes, incluso si las ganancias potenciales son mayores (la mayoría de las personas no arriesgaría $1000 aunque las posibilidades fueran de ganar $7.000.000.000).
- Datos: Q6134824